# Foodpairing
Ne doit pas être confondu avec Accord mets-vin.

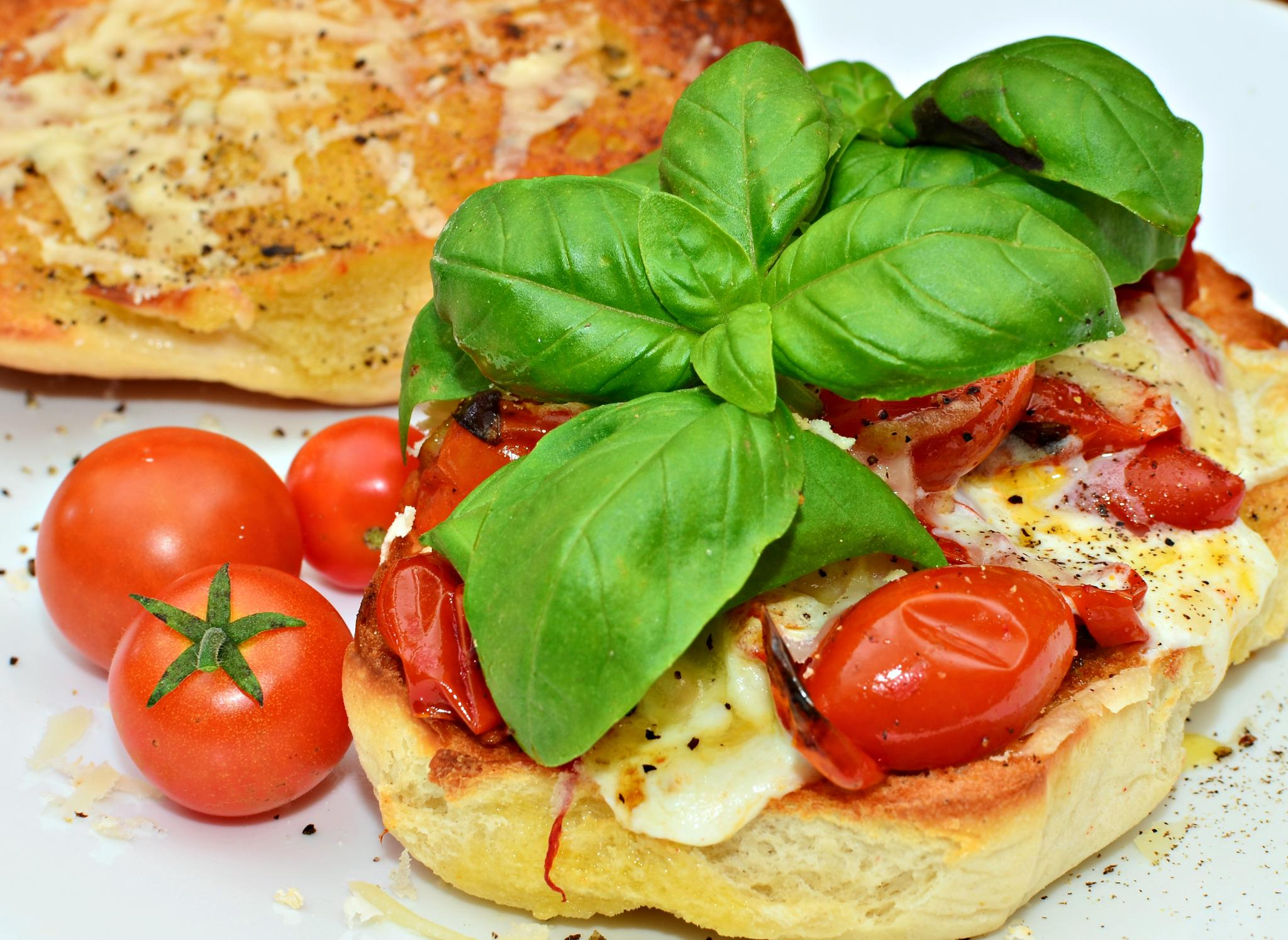
"foodpairing" de tomates, mozzarela, basil et huile d'olive.

Le food pairing, littéralement "appariement d'ingrédients", est une méthode pour identifier quels ingrédients s’accommoderaient bien les uns des autres. La méthode est fondée sur l'idée selon laquelle des ingrédients se combineraient bien ensemble s'ils partagent des composés odorants. Le food pairing est une idée de dénomination récente, qui se trouve régulièrement confondue avec l'accord mets-vin, qui est une pratique d’assortiment des vins aux plats. Par contraste, le food pairing se fonde sur les analyses par chromatographie en phase liquide à haute performance, la chromatographie en phase gazeuse et d'autres méthodes de laboratoire pour analyser les ingrédients et trouver les composés  qu'ils ont en commun.

## Introduction
La méthode de food pairing est utilisée comme une méthode de créativité par certains cuisiniers. La méthode permet d'aider à la création de recettes et d'imaginer de nouvelles combinaisons d'ingrédients, qui sont établies sur base des combinaisons théoriques des composés odorants.
Le food pairing propose des combinaisons possibles d'ingrédients, déterminées sur la base de leur constitution chimique. Ce qui conduit à des combinaisons innovantes, telles des endives en dessert, du chocolat blanc avec du caviar, du chocolat et du chou-fleur.
Actuellement, il n'existe que peu de livre et de sites web donnant des combinaisons d'ingrédients par food pairing. Il convient de ne pas confondre le food pairing et les critères de recherche de recettes sur base d'ingrédients donnés, qui ne sont pas sous-tendus par une logique gustative. 

## Histoire
Sur la proposition d'industriels des compositions odoriférantes, le cuisinier anglais  Heston Blumenthal (restaurant The Fat Duck) testa l'association du  caviar et du chocolat blanc. Ce qui fut la naissance du food pairing.
En 2007, une plate-forme de food pairing fut lancée lors de l’événement gastronomique mondial Lo mejor de la gastronomia. Il s'agissait d'un site web où les visiteurs pouvaient choisir des ingrédients et voir quels autres ingrédients inattendus pouvaient leur être associés. En 2009, la Flanders Taste foundation organisa un symposium gastronomique, The Flemish Primitives, entièrement consacré au food pairing.

## Méthodologie
Le food pairing commence par l'analyse d'un ingrédient. Les composés odorants sont identifiés avec l'aide d'un dispositif de chromatographie en phase gazeuse, qui est généralement couplé avec un dispositif de mesure de spectrométrie de masse (chromatographie en phase gazeuse-spectrométrie de masse).  Les composés odorants sont également quantifiées par d'autres techniques. Les en:key odorants peuvent être identifiés en comparant les concentrations d'odorants avec les seuils olfactifs respectifs. Les key odorants sont les composants qu'un homme peut effectivement sentir. Ils sont définis comme tout composant qui est présent en concentrations suffisantes supérieures au seuil olfactif. 
Par exemple, le café comprend plus de 700 composés odorants, mais seuls quelques-uns sont importants pour déterminer l'arôme du café car la plupart ne sont pas présents en concentrations suffisantes pour être perceptibles à la sensation humaine. Ils sont présents en concentrations inférieure au seuil de flaveur.
Les key odorants sont essentielles pour composer le profil de flaveur d'un ingrédient donné. Le profil de flaveur qui en découle est alors comparé à une base de données de caractéristiques d'autres ingrédients. Les ingrédients proches sont alors retenus pour être associés à l'ingrédient premier. Ce qui va permettre d'établir un « arbre de foodpairing » via ces affinités identifiées.
L'essence du food pairing est la pratique de la combinaison de différents ingrédients qui partagent les mêmes propriétés gustatives. Comparer ces flaveurs d'ingrédients différents peut permettre des combinaisons nouvelles et originales, telle des framboises associées à des pois. Cette combinaison a été proposée par Sang Hoon Degeimbre, chef de L'Air du temps à Noville-sur-Mehaigne en Belgique.